# Clathria mortensenii
Clathria mortensenii är en svampdjursart som först beskrevs av Brøndsted 1924.  Clathria mortensenii ingår i släktet Clathria och familjen Microcionidae. Inga underarter finns listade i Catalogue of Life.